# Харитонов, Сергей Алексеевич
Серге́й Алексе́евич Харито́нов (род. 18 июня 1952 года, п. Лог, Иловлинский район, Волгоградская область, Россия) — российский государственный политический деятель, председатель Тульской областной Думы (с сентября 2014 года).

## Биография
Сергей Харитонов родился 18 июня 1952 г. в рабочем поселке Лог Иловлинского района Волгоградской области.
Окончил Волгоградский сельскохозяйственный институт по специальности «инженер-механик сельского хозяйства» в 1974 г., Московскую высшую партийную школу в 1984 г., Всероссийский заочный финансово-экономический институт по специальности «финансы и кредит» в 2000 г.
1974—1975 — старший инженер по госсельтехнадзору Веневского районного управления сельскохозяйственного производства (г. Венев Тульской области);
1975—1986 — на разных должностях в ВЛКСМ;
1983—1985 — первый секретарь Кимовского горкома КПСС Тульской области;
1985—1986 — первый секретарь Тульского обкома ВЛКСМ;
1986—1990 — первый секретарь Белевского райкома КПСС Тульской области;
1990—1993 — председатель Совета народных депутатов Белевского района Тульской области;
февраль-сентябрь 1993 г. — председатель Комитета пищевой и перерабатывающей промышленности Департамента по развитию агропромышленного комплекса и продовольствию Администрации Тульской области;
1993—1994 — председатель Комитета по работе с территориями Администрации Тульской области;
1994—1997 — заместитель губернатора Тульской области;
1998—2000 — заместитель директора по финансам банка СБС АГРО;
2000—2013 — главный федеральный инспектор в Тульской области.;
2013—2014 — советник-наставник правительства Тульской области;
2014 — 2020 — депутат Тульской областной Думы, председатель Тульской областной Думы, член Президиума регионального политического Совета Партии «Единая Россия»
2020 — депутат Тульской областной Думы, председателя комиссии по регламенту и депутатской этике.

## Награды
Награждён орденом «Знак Почёта», медалью «300-летию Российского флота», орденом Дружбы (2013), орденом Александра Невского (2018), Почетный гражданин Тульской области.

## Личная жизнь
Женат.Есть сын.